# Konkret kunst
Begrebet konkret kunst blev introduceret 1924 af den nederlandske maler og kunstteoretiker Theo van Doesburg. 1930 dannede begrebet grundlag for gruppen og manifestet Art Concret med fem underskrivere hvis navne ses nederst på manifestet: Carlsund, Doesburg, Hélion, Tutundjian, Wantz.
I begyndelsen af 1930 fandtes der to rivalisende grupperinger der reagerede på opkomsten i 1920'erne af surrealismen med dens interesse for symbolsk gengivelse af underbevidstheden.
Den konkrete kunst skulle derimod være abstrakt kunst, der ikke baserede sig på observationer i virkelighed og være uden symbolsk betydning. I manifestets punkt 3° hedder det:
"Maleriet skal være helt bygget op med rent plastiske elementer, det vil sige overflader og farver. Et billedelement har ingen betydning ud over 'sig selv'; derfor har et maleri ikke nogen anden betydning end 'sig selv'."
Den ene af de opponerende grupperinger var en kreds omkring den belgiske maler Michel Seuphor (1901-99), den uruguaysk-spanske kunstner Joaquín Torres-García (1874-1949) og kunstnergruppen fra 1929 Cercle et Carré ('Cirkel og Kvadrat').
En anden gruppering havde dannet sig omkring Theo van Doesburg, og den udsendte i foråret 1930 manifestet Art Concret.
I Danmark var bevægelsen blandt andet repræsenteret af Linien II der stod for en udstilling i 1950. Pionererne var Franciska Clausen og Vilhelm Bjerke Petersen.

## ManifestetArt Concretfra 1930
|  | KONKRET KUNST GRUPPE OG TIDSSKRIFT GRUNDLAGT 1930 I PARIS FØRSTE ÅR - INTRODUKTIONSNUMMER • APRIL ET TUSIND NI HUNDREDE OG TREDIVE GRUNDLAGET FOR DET KONKRETE MALERI Vi siger: 1° Kunst er universel. 2° Et kunstværk skal være helt udtænkt og formet af sindet, før det udføres. Det må ikke modtage elementer fra naturen, sensualiteten eller sentimentaliteten. Vi ønsker at udelukke lyrik, drama, symbolik og så videre. 3° Maleriet skal være helt bygget op med rent plastiske elementer, det vil sige overflader og farver. Et billedelement har ingen betydning ud over ”sig selv”; derfor har et maleri ikke nogen anden betydning end "sig selv". 4° Fremstillingen af et maleri såvel som dets elementer skal være enkel og visuelt styrbar. 5° Maleteknikken skal være mekanisk, dvs. præcis, anti-impressionistisk. 6° Bestræbelse på absolut klarhed er obligatorisk. Carlsund, Doesbourg, Hélion, Tutundjian, Wantz. |

| - Eksempler på konkret kunst - Sac à Main Type 3 (håndtaske) o. 1929 Af Theo van Doesburg. Centraal Museum Utrecht - Bildsaeulen-Dreiergruppe-Sky, 1989 Af Max Bill - Skulptur i 'Kunsthalle Villa Kobe', 2003 Af Jo Niemeyer |